# ZBD-08步兵战车
ZBD-04A步兵战车（又稱ZBD-08）被认为是在ZBD-04步兵战车的基础上升級而来的中华人民共和国步兵战车。
最初在2011年左右，该改型步战车的照片披露出来时被称为“ZBD-08”而流传于互联网络，实际上正式称为“ZBD-04A”，根据中华人民共和国武器命名规则，“ZBD”是“装甲-步兵战车-履带式”的意思。
该步兵战车的设计布局为动力舱前置，驾驶舱在动力舱左侧，战斗舱居中，载员舱居后，在炮塔上有一个并联的100毫米彷2A70低压线膛炮和ZPT-99 30毫米口径自动机炮。最明顯特徵是外覆裝甲大幅強化，披掛了模組反應裝甲，設備有若干改良，原本车首下方安装有大型防浪板取消改為裝甲，浮渡性能在這種高裝甲車型中被減損，不再兼顾两栖作战功能。